# Аудиодескрипция
Тифлокомментирование (аудиодескрипция, audio description, AD) — лаконичное описание предмета, пространства или действия, которые непонятны незрячему (слабовидящему) без специальных словесных пояснений.
Тифлокомментарий (от греч. τυφλός — «слепой») — это целевая информация, специально подготовленная для слепых (слабовидящих) для замещения (или дополнения) визуальной информации, которую воспринимает зрячий и которая из-за слепоты недоступна (или малодоступна) слепым (слабовидящим).

## Виды тифлокомментирования
Виды ТФК - это варианты комментирования, обусловленные технологиями, техническими приемами и функциями комментатора, а также объективными условиями для генерирования комментария в каждой конкретной ситуации. Выделяют: 
- прямое ТФК (может быть горячим или подготовленным);

- автоматизированное ТФК.

ТФК горячее прямое проводится в ситуации, исключающей предварительную подготовку (спортивные события, прямые репортажи). 
ТФК подготовленное прямое предполагает возможность заранее познакомиться с объектом комментирования. 
Автоматизированное ТФК означает использование подготовленного комментария в автоматическом режиме без прямого участия комментатора. Применяется в кинотеатрах, на телевидении, в аудиогидах.

## Примеры тифлокомментирования
- Фрагмент фильма «Москва слезам не верит». // rehacomp.ru
- Фрагмент фильма «Добро пожаловать или посторонним вход воспрещён». // rehacomp.ru
- Фрагмент фильма «Гвардия». // rehacomp.ru

## Профессия тифлокомментатор
В российском реестре профессий профессия тифлокомментатор отсутствует, однако разработан профстандарт «Тифлокомментатор».  